# Wassererneuerungszeit
Die Wassererneuerungszeit, auch Verweilzeit, Verweildauer oder Wasseraustauschzeit genannt, bezeichnet in der Hydrologie die Zeit, in der der gesamte Wasserkörper eines stehenden Gewässers durch zufließendes und abfließendes Wasser theoretisch einmal ausgetauscht wird. Sie berechnet sich als Quotient des mittleren Volumens und des mittleren Abflusses. Die Werte liegen zwischen wenigen Tagen bei stark durchströmten Seen bis zu vielen Jahren für Gewässer ohne Abfluss. Gewässer mit einer Verweildauer von weniger als drei Tagen gelten als Fließgewässer.
In der Praxis erfolgt der Wasseraustausch jedoch nicht homogen: Der Austausch von Stoffen, die ins Hypolimnion absinken (z. B. Phosphor in Form von Biomasse), ist demnach viel langsamer als die theoretische Erneuerungsrate erwarten lässt.
Die Wassererneuerungszeit zeigt beispielsweise, wie rasch sich ein See von einer Belastung erholt. Eine lange Wassererneuerungszeit fördert die sommerliche Erwärmung des Gewässers.

## Beispiele
- Almsee: 10 Tage
- Hallstätter See: 6 Monate
- Traunsee: 1 Jahr
- Bodensee: 4,5 Jahre
- Starnberger See: 21 Jahre
- Pulvermaar: 70 Jahre[2]
- Lake Tahoe: 650 Jahre